# Osman Göçen
Osman Göçen (Mersina, 5 gennaio 1997) è un lottatore turco, specializzato nella lotta libera.

## Biografia
Alla Coppa del mondo individuale di Belgrado 2020, competizione che ha rimpiazzato il campionato mondiale, annullato a causa insorgere dell'emergenza sanitaria conseguente alla pandemia di COVID-19, ha vinto la medaglia di bronzo nella categoria degli 86 kg.
Ha rappresentato la Turchia ai Giochi olimpici estivi di Tokyo 2020 classificandosi 9º nel torneo degli 86 kg.
Agli europei di Budapest 2022 ha vinto la medaglia di bronzo.

## Palmarès
| Anno | Manifestazione        | Sede     | Evento | Risultato | Note |
| ---- | --------------------- | -------- | ------ | --------- | ---- |
| 2014 | Europei cadetti       | Samokov  | 69 kg  | 15º       |      |
| 2016 | Mondiali junior       | Mâcon    | 84 kg  | Argento   |      |
| 2017 | Europei junior        | Dortmund | 84 kg  | Bronzo    |      |
| 2017 | Mondiali junior       | Tampere  | 84 kg  | 5º        |      |
| 2018 | Mondiali universitari | Goiânia  | 86 kg  | Oro       |      |
| 2019 | Mondiali U23          | Budapest | 86 kg  | Bronzo    |      |
| 2021 | Europei               | Varsavia | 86 kg  | 9º        |      |
| 2021 | Giochi olimpici       | Tokyo    | 86 kg  | 9º        |      |
| 2021 | Mondiali              | Oslo     | 86 kg  | 18º       |      |
| 2022 | Europei               | Budapest | 86 kg  | Bronzo    |      |

### Altre competizioni internazionali
2020
- Bronzo nei 86 kg nella Coppa del mondo individuale ( Belgrado)

2021
- Argento nei 86 kg al Torneo di qualificazione olimpica europeo ( Budapest)